# Королевская битва (роман)
«Королевская битва» (яп. バトル・ロワイアル Батору Роваиару) — роман-бестселлер японского писателя Косюна Таками, впервые опубликованный в апреле 1999 года издательством Ohta. Позднее был снят одноимённый художественный фильм, а также нарисовано пятнадцать томов манги, автором которой стал Масаюки Тагути. На русском языке роман опубликован издательством «Амфора» в 2005 году. Он также был переведён на английский, французский, немецкий и другие языки.

## Сюжет
Действие происходит в вымышленном государстве Великая Восточноазиатская Республика (яп. 大東亜共和国 дай то:а кё:вакоку), которой управляет полумифическая личность Великий Диктатор. Правительство «с целью безопасности» разработало особую боевую программу. Каждый год отбирают пятьдесят третьих классов младшей средней школы, детей доставляют на необитаемый остров (или на любой другой ограниченный участок суши) и заставляют сражаться друг с другом, пока не останется один победитель. Главный герой романа Сюя Нанахара по несчастливой случайности как раз оказался в таком классе.

### Основные элементы сюжета
- Бесчеловечный эксперимент:  Тоталитарное правительство, в рамках подавления инакомыслия или в целях устрашения, проводит "образовательный" проект, известный как "Королевская битва".
- Случайный выбор:  Один класс школьников, обычно 9-го класса, выбирается случайным образом для участия в игре.
- Изолированная территория:  Детей доставляют на остров или в другую подобную локацию, где они должны выживать.
- Оружие и ограничения:  Им выдают оружие и другие средства для выживания, а также на них надевают ошейники, взрывающиеся при нарушении правил.
- Смертельная схватка:  Школьники обязаны сражаться друг с другом, и в конце должен остаться только один победитель.
- Одинокий победитель:  Выживший участник получает свободу или другие награды, в зависимости от конкретного сюжета.
- Социальный контекст:  Часто сюжет включает критику тоталитаризма, насилия, и последствий экономического кризиса или бунта.

## Правила Королевской битвы
1. В соответствии с классным списком каждому участнику присваивается порядковый номер (нумерация мальчиков и девочек отдельная), на шею надевается специальный ошейник (в нём содержатся взрывчатка, микрофон и передатчик, передающий местоположение участника) и после розыгрыша начального номера участника школьники вступают в игру, по очереди девочки и мальчики.
2. Территория проведения игры условно делится на сектора, что отражено на картах участников.
3. Каждый участник в случайном порядке выбирает сумку, в которой хранятся принадлежности для игры (холодное или огнестрельное оружие, бронежилет, навигатор, яд и т. д.), карта места проведения игры (в данном случае, острова Окисима) и провизия (бутылка воды и булочка). Также выдаётся карандаш.
4. В течение каждых 6 часов (начиная с двенадцати) инструктор объявляет (по громкоговорителю и с помощью ретрансляторов) имена погибших, а также перечень запретных зон внутри ограниченной территории. Внутри запретной зоны, начиная с указываемого в трансляциях времени, на ошейники участников, находящихся в этих зонах, центральный компьютер (инструктора) посылает сигнал на подрыв (в частности, это приводит к гибели мальчика по имени Сё Цукиока). Первой запретной зоной становится территория школы, в которой проходит инструктаж.
5. Из всех участников в конце игры должен остаться лишь один. В течение каждых 24-х часов должен выбывать (то есть умирать) минимум один участник; в противном случае (то есть в случае всеобщего пацифизма) умереть могут все сразу. На игру отводится трое суток.

Между собой школьники называют «участниками» только тех, кто принял условия и стал активно избавляться от других. Некоторые занимают выжидательную позицию, некоторые добровольно расстаются с жизнью, чтобы не становиться убийцами. Игра продолжается до тех пор, пока не останется только один. Он становится победителем, за что получает пожизненную государственную пенсию, памятную фотографию и автограф Великого Диктатора.